# گلوستر گروس
گلوستر گروس (به انگلیسی: Gloster_Grouse) یک هواگرد ملخ‌پیشین تک‌موتوره از نوع هواگرد آزمایشی، هواپیمای جنگنده ساخت شرکت Gloster Aircraft Company است. هواگرد گلوستر گروس نخستین پروازش را در ۱۹۲۳ میلادی انجام داد. این هواگرد در سال ۱۹۲۴ میلادی رسماً معرفی گردید. در مجموع، تعداد ۱ فروند از این هواگرد ساخته شده‌است.
طراح این هواگرد، H.P.Folland بود.